# گمینا توشوف نارودووه
گمینا توشوف نارودووه (به لهستانی:  Gmina Tuszów Narodowy) یک گمینا در لهستان است که در شهرستان میلتس واقع شده‌است. گمینا توشوف نارودووه ۸۹٫۵۱ کیلومتر مربع مساحت و ۷٬۵۴۵ نفر جمعیت دارد.